# Centre Bell
Centre Bell/Bell Centre är en arena i centrala Montréal i Québec, Kanada. Centre Bell /Bell Centre är framförallt känd som hemmaarena för NHL-laget Montreal Canadiens. Anläggningen färdigställdes 1996 under namnet Centre Molson (efter öltillverkaren) men har det nuvarande namnet sedan februari 2002.
Arenan invigdes 1996 som en efterföljare till Montreal Canadiens tidigare hemmaarena Forum. Den har en publikkapacitet på 21 273 vid ishockeymatcher och 22 000 vid basketmatcher. Anläggningen är en multiarena som kan byggas om på ett antal sätt, inklusive till konsertarena (upp till 15 000 sittplatser), teater (upp till 9 000 platser), operahus (upp till 3 500 platser) och kampsportsarena (upp till 19 000 platser).

## Referenser

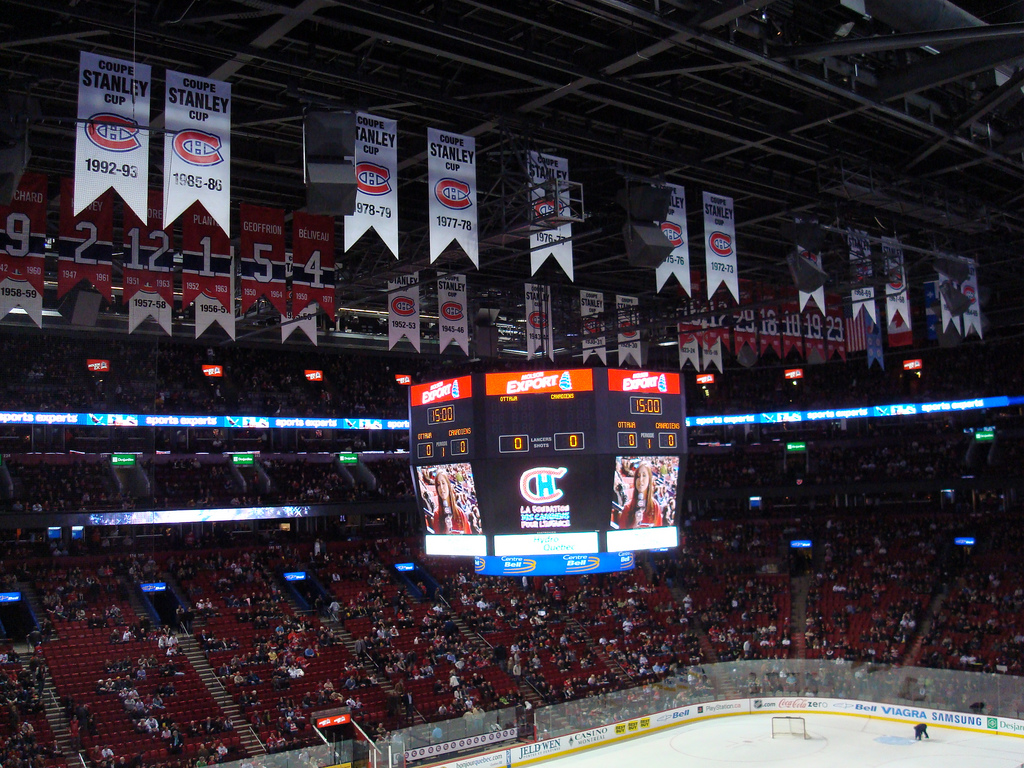
Inuti Centre Bell.